# Maple Grove (hrabstwo Barron)
Maple Grove – miasto w Stanach Zjednoczonych, w stanie Wisconsin, w hrabstwie Barron.